# GSM 06.10
Full Rate o FR o GSM-FR o GSM 06.10 fu una delle prime tecniche di compressione audio ottimizzata per la codifica della voce nei cellulari GSM. Il bitrate è di 13 kbit/s, o 1.625 bit/audio. La qualità della codifica vocale è bassa per i moderni standard, ma all'epoca della sua creazione(primi anni novanta) fu un buon compromesso fra la complessità computazionale e la qualità, richiedendo intorno ai milioni di addizioni o moltiplicazioni al secondo. Il codec è ancora largamente utilizzato in tutto il mondo. Gradualmente la Full Rate verrà rimpiazzato dagli standard Enhanced Full Rate (EFR) e dall'Adaptive Multi-Rate (AMR), che forniscono una qualità maggiore con un basso bitrate.

## Tecnologia
GSM-FR è specificato nell'ETSI 06.10 (ETS 300 961) e si basa sulla RPE-LTP (Regular Pulse Excitation - Long Term Prediction). Come altre codifiche vocali, la predizione lineare è usata nei filtri di sintetizzazione. Tuttavia, a differenza delle più moderne codifiche vocali, l'ordine delle predizioni lineari è di soli 8. Nelle moderne codifiche audio a bande strette sono solitamente nell'ordine dei 10 e nelle codifiche audio a banda larga sono solitamente nell'ordine dei 16.
Il codificatore audio ammette 13 bit lineari PCM a 8 kHz direttamente da un convertitore analogico-digitale contenuto, ad esempio, in un cellulare o computer. La modulazione PCM G.711, A-law o μ-law a 8-bit non lineare, proveniente dal PSTN può essere convertito in PCM 13 bit lineare con una lookup table. Dopo avero codificato la sorgente audio, avviene la codifica del canale in GSM 05.03. In ricezione avviene l'operazione inversa.
Il codec opera a frame di 160 campioni ad intervalli di 20 ms. Questa è il minimo ritardo di transcodificazione possibile anche con CPU dotati di infinita velocità e con l'assenza di latenze di trasmissione. Il requisito dell'operazione è che il ritardo di transcodifica sia minore di 30 ms. Questo ritardo è definito come un intervallo di tempo fra l'istante in cui un frame vocale di 160 sample viene ricevuto dal codificatore d'entrata e l'istante in cui i corrispettivi 160 campioni ricostruiti vengono fatti uscire dal decoder vocale a 8 kHz.

## Implementazioni
Il codec libero libgsm può codificare e decodificare l'audio GSM Full Rate. "libgsm" fu sviluppato nel 1992–1994 da Jutta Degener e Carsten Bormann, alla Technische Universität Berlin.  Essendo un frame vocale GSM composto da 32.5 byte, questa implementazione è anche definita 33-byte nibble-padded.
C'è anche un plugin di Winamp per leggere i file GSM 06.10 basato sul libgsm.
Damian Yerrick ha sfruttato il codec GSM RPE-LTP per trasformare il Game Boy Advance in un lettore musicale portatile memorizzando fino a 150 minuti di musica in una memoria flash da 256 Mbit.
Il GSM 06.10 è anche utilizzato nei programmi VoIP, per esempio in Ekiga, QuteCom, Linphone, Asterisk (PBX) e altri.